# Abdulrazak Gurnah
Abdulrazak Gurnah (Zanzibar, 20 december 1948) is een Tanzaniaans schrijver, die leeft en werkt in Engeland en de Britse nationaliteit heeft. In 2021 ontving hij de Nobelprijs voor Literatuur. De rode draad in zijn werk is het sluimerende trauma van kolonialisme, oorlog en ontheemd zijn. Het verhaal van de vluchteling, de migrant, de buitenstaander die verscheurd wordt tussen twee of meer werelden. Gurnah is de eerste zwarte schrijver die deze prijs krijgt sinds Toni Morrison in 1993.

## Leven en werk
Abdulrazak Gurnah groeide op in het toenmalige Britse protectoraat Zanzibar  dat sinds 1964 deel uitmaakt van Tanzania. Hij woonde in Malindi, een wijk van de hoofdstad Zanzibar. Zijn leven veranderde voorgoed op 12 januari 1964 door de gewelddadige Revolutie van Zanzibar. De Afrikaanse meerderheid op het eiland richtte zich tegen een minderheid van Arabische grootgrondbezitters. Een groot aantal Arabieren werd van hun land verdreven of gedood. Hun land werd genationaliseerd en herverdeeld. Gurnah was gedwongen te vluchten en zag zijn geboorteland pas terug in 1984, toen zijn vader op sterven lag.
In 1968 vestigde Gurnah zich in Engeland. Hij ging studeren in Canterbury, eerst in een technische richting, maar stapte in 1971 over op literatuur. Hij schreef zijn proefschrift aan de Universiteit van Kent in 1982. Hij gaf van 1980 tot 1983 colleges aan de Bayero University Kano in Nigeria en keerde daarna terug naar Canterbury als hoogleraar Engelse en postkoloniale literatuur aan de Universiteit van Kent, waar hij in 2017 met emeritaat ging. Sinds 2006 is hij FRSL (fellow) van de Britse Royal Society of Literature.

## Schrijver
Het schrijven van fictie lag voor Gurnah niet meteen voor de hand. Het gaf hem wel de mogelijkheid om zijn bestaan te relativeren en na te denken over wat hij noemde "een leven in een vijandige omgeving". In de jaren tachtig stond Gurnah op het punt om zijn literaire loopbaan op te geven. Bijna tien jaar lang had hij geprobeerd om voor zijn eerste boek Memory of Departure een uitgever te vinden. Uiteindelijk bracht Jonathan Cape de roman in 1987 uit. Een jaar later verscheen zijn tweede boek Pilgrims Way en met zijn vierde boek Paradise, dat op de shortlist voor de Booker Prize stond, kreeg hij internationale erkenning. Dit tragische liefdesverhaal over een botsing tussen het verschillende geloof van een man en een vrouw, verscheen in Nederland onder de titel Paradijs.
Gurnah schreef diverse boeken en artikelen over literatuur, met name over zaken rond kolonialisme en de verhouding tussen Afrika, India en het Westen. Hij levert sinds 1987 bijdragen aan het aan internationale literatuur gewijde Britse kwartaalschrift Wasafiri en publiceerde over schrijvers als V.S. Naipaul, Salman Rushdie, Wole Soyinka en Zoë Wicomb.
Zijn boeken kregen een welwillende ontvangst van de critici, maar waren commercieel gezien geen succes. Alleen in Engeland genoot hij enige bekendheid. Nadat bekend was geworden dat hij de Nobelprijs voor de Literatuur had gewonnen, werd hij wereldwijd meteen een veelbesproken literaire persoonlijkheid.
Gurnahs moedertaal is het Swahili, maar hij schrijft zijn boeken in het Engels. Daarbij verwerkt hij termen uit het Swahli, Arabisch en Duits, omdat deze eigen zijn aan zijn moederland (Tanzania maakte dertig jaar deel uit van het Duitse rijk).  Hij heeft zich moeten verzetten tegen de eis van zijn uitgevers om deze termen cursief in zijn boeken te laten afdrukken.
Veel van zijn fictie is gesitueerd rond de Oost-Afrikaanse kustgebieden, waarbij zijn personages onderdeel zijn van een grotere wereld in verandering. Na emigratie mislukken deze personages doordat ze de aansluiting met hun nieuwe omgeving missen en geconfronteerd worden met systematisch racisme en marginalisering. Een ervaring die Gurnah zelf ook heeft gehad.

## Toekenning Nobelprijs
Aan Gurnah werd in oktober 2021 de Nobelprijs voor Literatuur toegekend voor zijn compromisloze en oprechte inleving in de effecten van het kolonialisme en het lot van de vluchteling in de kloof tussen culturen en continenten.

## Publicaties

### In Nederlandse vertaling
- Herinneringen aan mijn zwarte rotjeugd (Engels: Memory of Departure). Vertaling M.M. Duvivier. Amsterdam, Arachne, 1989. ISBN 978-90-6276030-5
- Paradijs (Engels: Paradise). Vertaling Tinke Davids. Amsterdam, Van Gennep, 1994, ISBN 978-90-5515039-7. 2e druk Amsterdam, Meulenhoff, 2022, 368 pag. ISBN 978-90-2909573-0
- Hiernamaals (Engels: Afterlives. Vertaling Lucie Schaap. Meulenhoff, 2023. ISBN 97-8902-90-9574-7
- Aan zee (Engels: By the Sea). Vertaling Lucie Schaap. 2e druk. Amsterdam, Meulenhoff, 2024. ISBN 97-8902-90-9584-6

### Engelstalig origineel
Romans
- Memory of Departure (1987)
- Pilgrims Way (1988)
- Dottie (1990)
- Paradise (1994)
- Admiring Silence (1996)
- By the Sea (2001)
- Desertion (2005)
- The Last Gift (2011)
- Gravel Heart (2017)
- Afterlives (2020)

Verhalen
- Cages (1984)
- Bossy (1994)
- Escort (1996)
- My Mother Lived on a Farm in Africa (2006)
- The Photograph of the Prince (2012)
- The Arriver's Tale, Refugee Tales (2016)
- The Stateless Person’s Tale, Refugee Tales III (2019)

Essays (selectie)
- Essays on African Writing 1: A Re-evaluation (1994), redactie en bijdragen
- Essays on African Writing 2: Contemporary Literature (1996), redactie en bijdragen
- The Urge to Nowhere: Wicomb and Cosmopolitanism, in: Safundi, 2011, 12 (3–4): 261–275.
- Map Reading: The Nobel Lecture and Other Writings (2022)